# バンベリー
バンベリー (Banbury) は、イングランド・オックスフォードシャーにあるタウンかつ行政教区である。行政上は、非都市ディストリクトのチャーウェルに属している。ロンドンの北西103km、バーミンガムの南東61km、コヴェントリーの南43km、カウンティ・タウンのオックスフォードの北北西34kmに位置している。タウンは渡河ポイントとして、またマーケットタウンとしての歴史を持っている。人口は5万6795人（2021年）。
バンベリーは周辺の田舎のエリアにとって重要な市場や小売業の中心地である。バンベリーの主要産業は、自動車部品、電気製品、プラスチック、食品加工、印刷である。バンベリーには1964年に建てられたクラフトフーズ社の世界最大のコーヒー加工施設がある。

## スポーツ
- サッカー - バンベリー・ユナイテッドFC
- モータースポーツでは、シルバーストン・サーキットが近い（約20km）ことから、当地に本拠地（ファクトリー）を置くチームが多い。
  - プロドライブ
  - シムテック
  - マルシャF1チーム→ハースF1チーム

## 出身人物
- アラン・ロイド・ホジキン - 生理学者
- ロドニー・ゴウルド - オートバイレーサー

## 姉妹都市
- ドイツ ヘンネフ
- フランス エルモン